# Bobby Prins
Bobby Prins, artiestennaam van Jozef Troonbeeckx (Heist-op-den-Berg, 19 juli 1947), is een Belgische zanger van het levenslied.  

## Levensloop
Bobby Prins was al op jonge leeftijd bezig met het volgen van accordeonlessen, het instrument dat hij tot op de dag van vandaag nog bespeelt. Een gitaar en een zomernacht was de eerste single die hij opnam, op 18-jarige leeftijd. Nog geen drie jaar later richtte hij zijn eigen groep op, "Bobby Prins & the Sound Express". Het allergrootste succes van Bobby Prins is zeker het nummer Sancta Maria, dat hij in 1972 opnam en vele malen gecoverd is door vele artiesten, onder wie Jo Vally.
Andere bekende nummers zijn Ik zoek naar een dorp, Te jong, Toe kom in m'n armen en De kleine prins. Bobby Prins treedt nog regelmatig op in dancings, feesttenten en zalen, zowel in België als Nederland.
Opmerkelijk is dat door Bobby Prins meer lp's en cd's zijn opgenomen dan singles.
In november 2012 bracht hij de cd Album vol dromen uit, waarvan meer dan 6.000 exemplaren werden verkocht. In oktober 2013 volgde een album genaamd Ik heb je zo nodig!.
Op 2 april 2014 kreeg Prins een Golden Lifetime Award van de gemeente Aarschot, een erkenning voor zijn 50-jarige carrière.
In 2017, ter gelegenheid van zijn 70ste verjaardag, bracht hij zijn memoires uit, onder de titel Van de Prins geen kwaad.
Ongeveer elk jaar komt Bobby Prins nog met een nieuw album voor zijn fans, ook op accordeon. Zijn meest recente cd is 13 tinten geluk uit december 2017.
In oktober 2019 kwam opnieuw een full album uit, met opnieuw een zelf geschreven nummer. 14 nieuwe nummers, onder de albumtitel Alleen voor jou.
In juli 2023, ter gelegenheid van viering van zijn 60-jarige carrière, kwam opnieuw een full cd uit, met 12 nummers, onder de titel Niet van de jongste meer.

## Discografie

### Hitnoteringen
| Single met hitnotering(en) in de Vlaamse Ultratop 50 | Datum van verschijnen | Datum van binnenkomst | Hoogste positie | Aantal weken | Opmerkingen           |
| ---------------------------------------------------- | --------------------- | --------------------- | --------------- | ------------ | --------------------- |
| Sancta Maria                                         | 1973                  | 27-01-1973            | 23              | 7            | Nr. 2 Vlaamse Top 10  |
| Te jong                                              | 1979                  | 10-07-1979            | 1               | 18           | Nr. 1 Vlaamse Top 10  |
| Pretend                                              | 1980                  | 22-03-1980            | 17              | 4            |                       |
| Toe kom in m'n armen                                 | 1980                  | 21-06-1980            | 25              | 1            | Nr. 1 Vlaamse Top 10  |
| Alleen is maar alleen                                | 1980                  | 30-08-1980            | 20              | 5            | Nr. 1 Vlaamse Top 10  |
| Pretty little Linda                                  | 1980                  | 27-09-1980            | 27              | 2            |                       |
| Mockin' bird hill                                    | 1983                  | 02-04-1983            | 34              | 2            |                       |
| Hou me vast                                          | 2013                  | 21-12-2013            | tip72           | -            |                       |
| Jij was de liefde van m'n leven                      | 2015                  | 09-05-2015            | tip82           | -            | Nr. 38 Vlaamse Top 50 |
| Sancta Maria (nieuwe versie)                         | 2015                  | 06-02-2016            | tip             | -            |                       |
| Ik kan jou niet missen                               | 2016                  | 05-03-2016            | tip             | -            |                       |
| Samen dansen aan de zee                              | 2016                  | 04-06-2016            | tip             | -            |                       |
| Zeg toch geen vaarwel mijn schat                     | 2018                  | 10-02-2018            | tip             | -            | Nr. 36 Vlaamse Top 50 |

### Albums
- Het beste van vol. 1 (1996)
- Het beste van vol. 2 (1996)
- Het beste van vol. 3 (1997)
- Bobby Prins op Accordeon
- Bobby is back-Nieuwe Accordeon Hitsuccessen
- Bobby Prins & friends (2005)
- Alle 13 goed 1(2008)
- Alle 13 goed 2 (2008)
- Bobby Prins
- Bobby Prins volume 1
- Bobby Prins volume 2
- Bobby Prins volume 2 With Love
- Bobby Prins & The Sound Express (3 cd's)
- Come Prima
- De grootste successen van Bobby Prins
- De TV successen van Bobby Prins
- De Vissers van Capri
- Denk jij aan mij
- Do you love me
- Hartje van Goud
- Heel de wereld mag 't weten
- Heimatlos
- Het allerbeste van Bobby Prins volume 1
- Het Allerbeste van Bobby Prins volume 2
- Ik weet niet waarom ik van je hou
- Lonely Linda
- Memories
- Mensen om me heen
- Met gesloten ogen
- Met hart en ziel
- Niets ter wereld
- Oldie hitsuccessen (3 cd's)
- Ik hou van music (2009)
- Tranen in je ogen (2009)
- Door de jaren heen (2011)
- Album vol dromen (2012)
- Ik heb je zo nodig (2013)
- Bel me, I love you! (2014)
- Liefde inspireert (2015)
- 13 accordeonparels (2016)
- 13 tinten geluk (2017)
- Alleen voor jou (2019)
- Niet van de jongste meer (2023)

Dubbel albums
- 30 Hits
- 40 Gouden successen
- Dansen is plezier voor twee
- Door de jaren heen
- Kom dichter
- Met hart en ziel
- The best of Bobby Prins
- Vrienden
- Bobby Prins speelt accordeon (3-cd box)